# Arinbjarnarkviða
Arinbjarnarkviða es un poema escáldico de Egill Skallagrímsson considerado poco usual; en lugar de buscar alzar el ego con el objeto de impresionar al sujeto que solía emplear a los escaldos (normalmente casta noble), se limita a una alabanza a su amigo Arinbjørn herse. El poema se ha conservado en manuscritos de la Saga de Egil Skallagrímson. La métrica es kviðuháttr. 